# Acropolă
Acropola este o parte fortificată a unei așezări, situată pe o colină, constituind citadela vechilor orașe grecești.

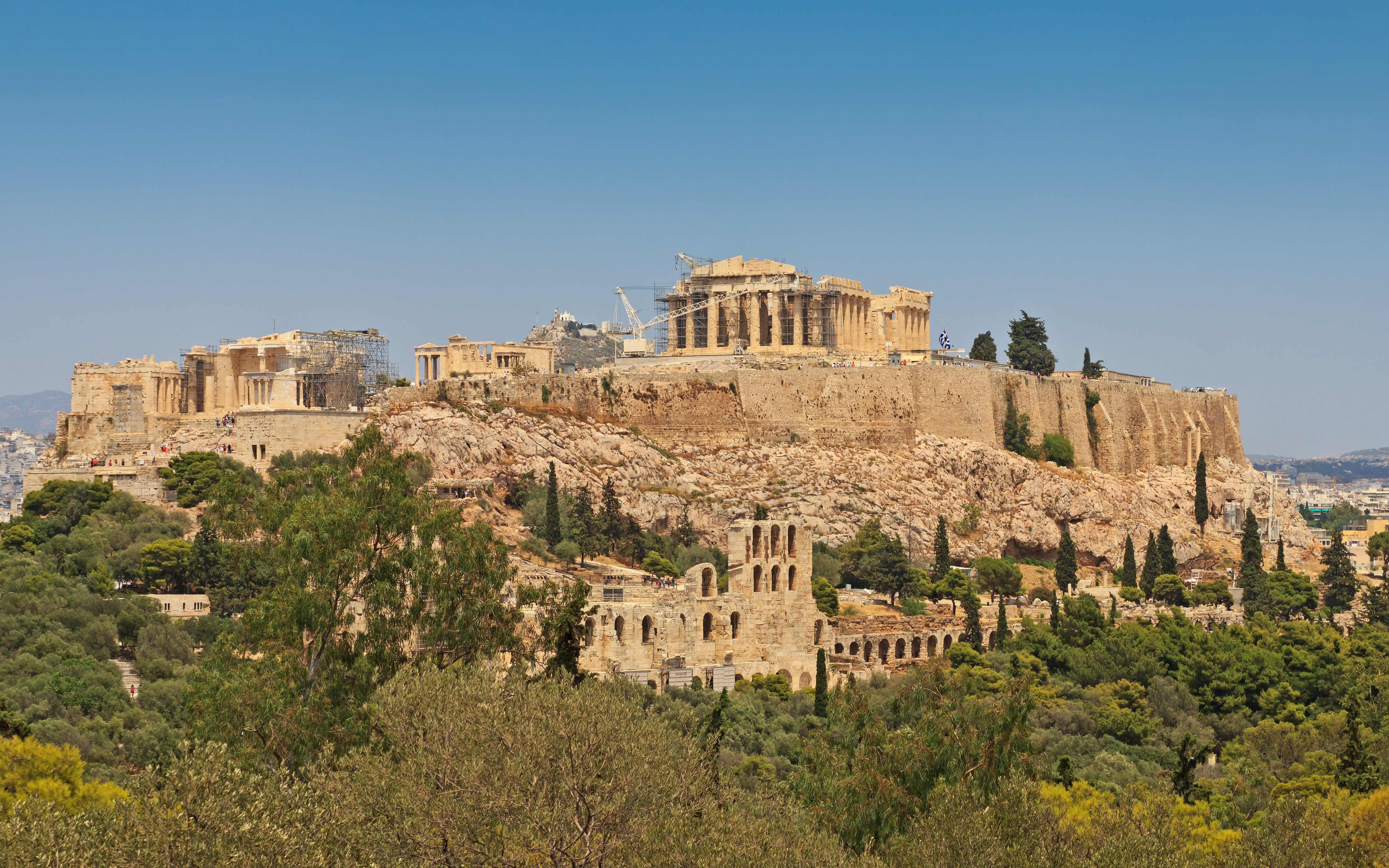
Acropola din Atena

## Etimologie
Termenul provine din grecescul akros ("ridicat") și polis ("oraș") și înseamnă „orașul de sus“.

## Alcătuire
În incinta ei acropola curpindea un ansamblu unitar format din palate, temple, statui, altare.

## Cele mai renumite
Cele mai renumite acropole ale Greciei antice au fost în orașele
- Atena
- Corint
- Micene
- Tirint

## Acropola din Atena
Cea mai renumită acropolă este situată în centrul actualei metropole Atena.
A fost edificată în perioada „secolului de aur” al lui Pericle (secolul al V-lea î.Hr.).
La realizarea acesteia au participat arhitecți renumiți ca: Ictinios, Callicrates, Mnesicles, precum și sculptori aflați sub conducerea lui Fidias.
Monumentele mai importante ale acestei acropole sunt templele Partenon și Erechtheion⁠(d), ambele dedicate zeiței Atena.

## Galerie de imagini

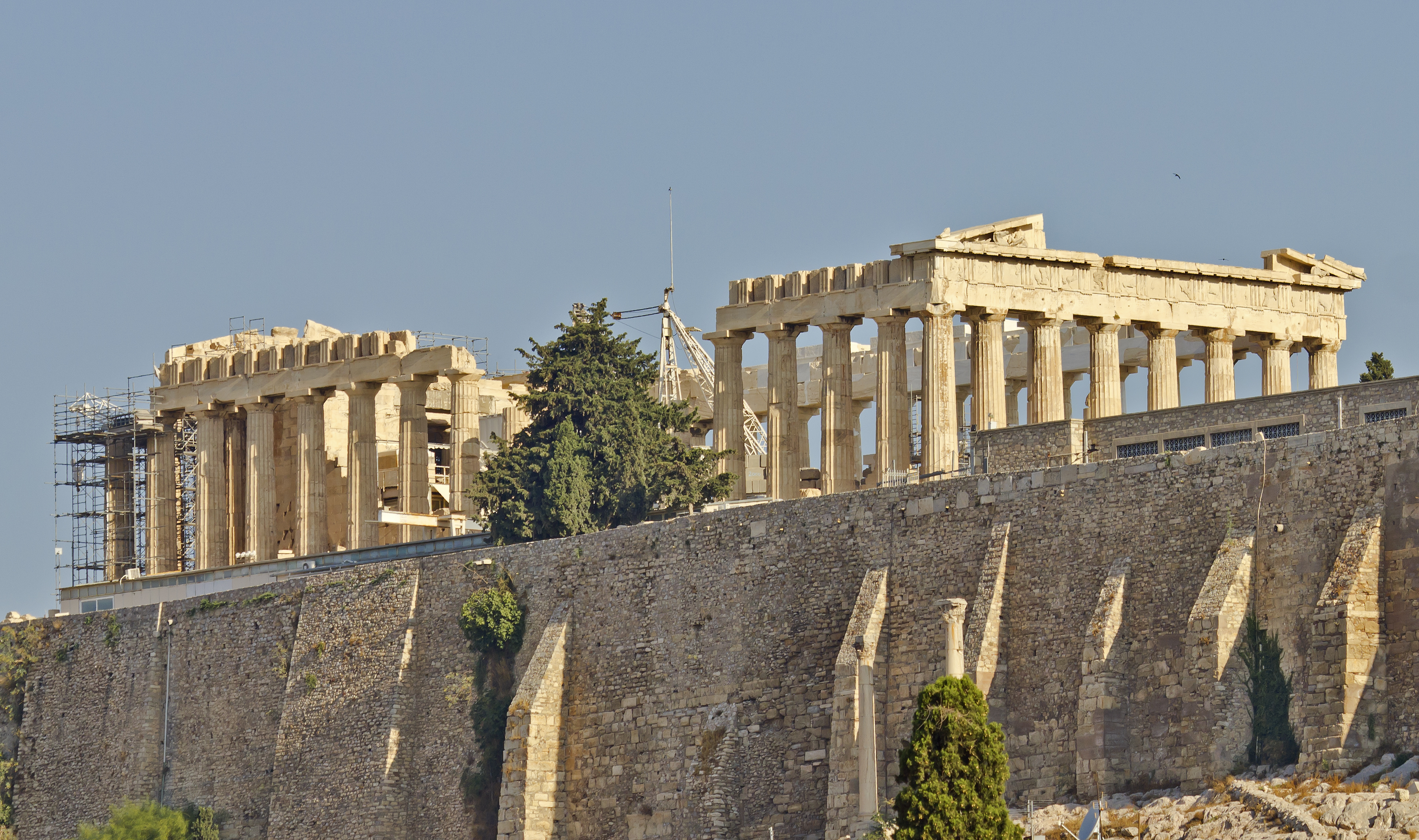
Acropola din Atena
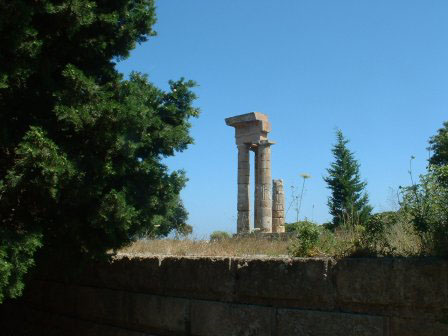
Acropola de pe insula Rhodos
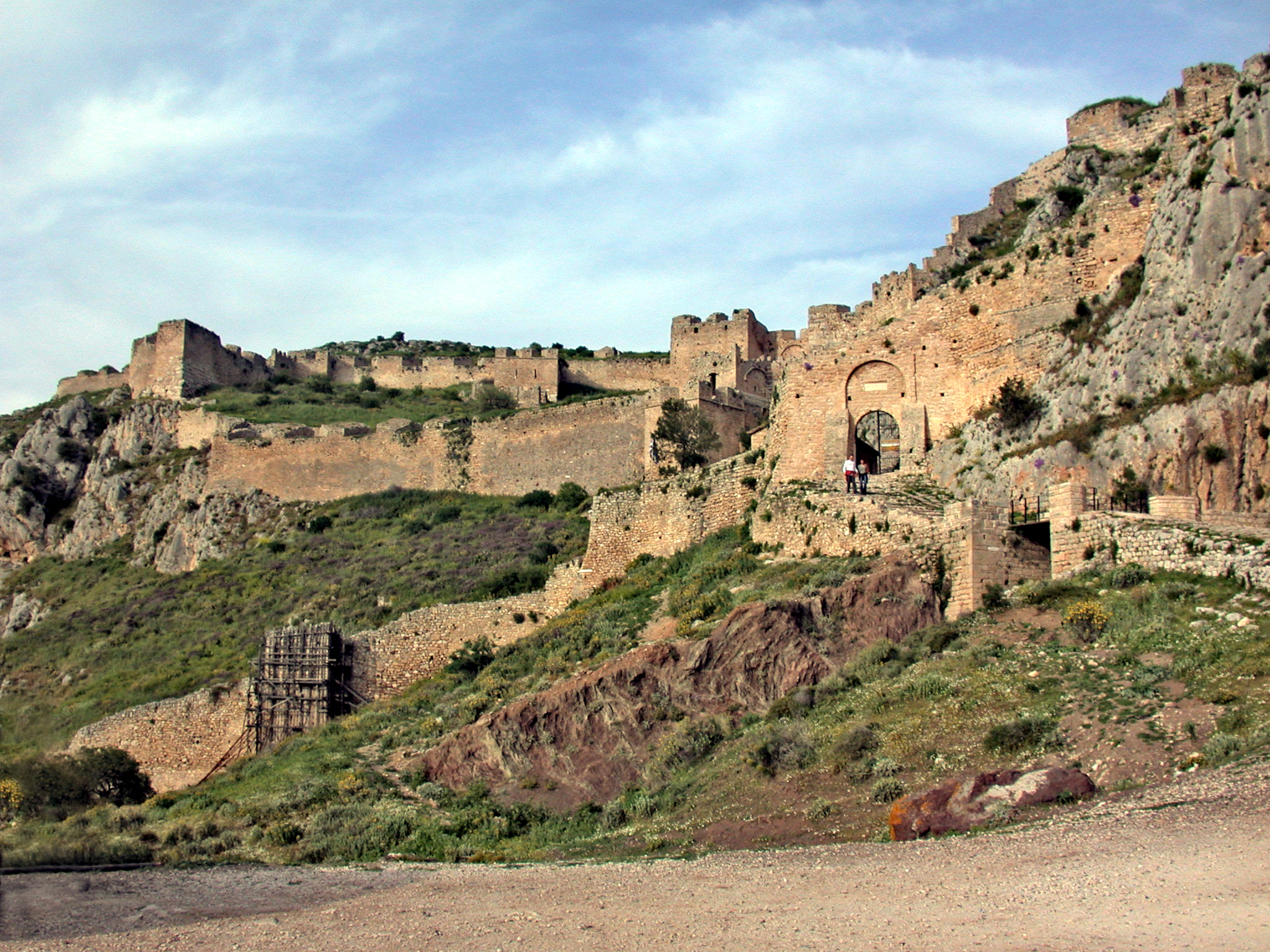
Acropola din Corint